# Anomala teretina
Anomala teretina är en skalbaggsart som beskrevs av Ohaus 1932. Anomala teretina ingår i släktet Anomala och familjen Rutelidae. Inga underarter finns listade i Catalogue of Life.